# Žarnovica (huyện)
Huyện Žarnovica (tiếng Slovak: okres Žarnovica) là một huyện thuộc vùng hành chính Banská Bystrica, trung Slovakia. Trước năm 1918, huyện này chủ yếu là một phần của hạt Tekov thuộc Vương quốc Hungary, ngoại trừ một phần của Hodruša-Hámre, cụ thể là Banská Hodruša phía đông Banská Štiavnica là một phần của hạt Hont.

## Dân số
| Năm            | 1994   | 2004   | 2014   | 2024   |
| -------------- | ------ | ------ | ------ | ------ |
| Số lượng người | 27.920 | 27.381 | 26.732 | 24.463 |
| Sự khác biệt   |        | −1,93% | −2,37% | −8,48% |

| Năm            | 2023   | 2024   |
| -------------- | ------ | ------ |
| Số lượng người | 24.668 | 24.463 |
| Sự khác biệt   |        | −0,83% |

## Đô thị
- Brehy
- Hodruša-Hámre
- Horné Hámre
- Hrabičov
- Hronský Beňadik
- Kľak
- Malá Lehota
- Nová Baňa
- Orovnica
- Ostrý Grúň
- Píla
- Rudno nad Hronom
- Tekovská Breznica
- Veľká Lehota
- Veľké Pole
- Voznica
- Žarnovica
- Župkov